# Mentenabilitate
Mentenabilitatea (engl. maintainability; franc. maintenabilité, rusă рeмонтопригoднoсть) este aptitudinea unui echipament/sistem ca în condiții date de utilizare să fie menținut sau restabilit în starea de a-și îndeplini funcția impusă, atunci când activitățile de mentenanță sunt efectuate în condiții date și utilizând proceduri și mijloace prescrise. Această aptitudine/capacitate trebuie să țină seama de caracteristicile proiectării produsului/sistemului, de fabricație și de utilizare. Conceptul de mentenabilitate se referă la cât de bine (de ușor) poate fi menținut și restabilit echipamentul/sistemul în timpul perioadei sale de utilizare. În Dicționarul Oxford termenul „maintainability” este definit ca fiind calitatea de a fi ușor menținut, capabilitatea de a fi menținut. Adjectivul menținut are în contextul de față sensul de „păstrat în aceeași stare de funcționare”. O definiție echivalentă cu cele de mai sus este următoarea: mentenabilitatea, în industrie, reprezintă capacitatea unui sistem de a fi reparat simplu și rapid, pentru a diminua timpii și costurile intervențiilor de mentenanță. În domeniul informaticii, mentenabilitatea este capacitatea componentelor de a fi menținute în stare de funcționare, în mod coerent și cu costuri mici.

## Activități de mentenabilitate
Capacitatea unui sistem/echipament de a fi menținut sau restabilit într-o stare specificată se estimează prin timpii necesari activităților de mentenanță, prin cerințele mentenanței preventive și corective etc. Activitățile de mentenabilitate sunt desfășurate în principalele faze ale ciclului de viață :
- faza de proiectare a echipamentului/sistemului;
- faza de producție (realizare);
- faza de utilizare (funcționare).

În faza de proiectare se definesc condițiile de funcționare: condiții de mediu în timpul funcționării, mijloacele de detectare a defectelor potențiale și identificarea cauzelor acestora, descompunerea produsului în subansambluri și piese, din necesități de mentenanță. Totodată, se definesc cerințele de mentenabilitate, de exemplu: a) asigurarea accesibilității, pentru a face posibilă demontarea și montarea; b) determinarea defecțiunilor specifice și a modurilor de înlăturare; c) asigurarea unei perioade de timp pentru remedierea oricărei defecțiuni.
În faza de realizare (producție) se planifică logistica de mentenanță care va trebui să fie disponibilă pentru faza utilizării produsului. În planificarea logisticii de mentenanță trebuie incluse:
- proceduri pentru întreținerea produsului;
- cerințe de aprovizionare inițială cu piese de schimb, echipamente de încercare, unelte și instrumente;
- cerințe de instruire a personalului.

În faza de utilizare/funcționare se execută mentenanța corectivă și preventivă, se analizează și se valorifică datele de mentenanță, în vederea îmbunătățirii proiectului.

### Cerințele mentenabilității.
Expresia completă a exigențelor mentenabilității se referă la următoarele aspecte:
- caracteristicile de mentenabilitate care trebuie obținute prin concepția echipamentului/produsului;
- restricțiile exercitate pe întreaga durată de viață a echipamentului/produsului;
- cerințele programului de mentenabilitate care trebuie satisfăcute de producător pentru a se obține siguranța că    echipamentul/produsul care va fi livrat va avea caracteristicile de mentenabilitate cerute;
- furnizarea de informații referitoare la planificarea logisticii de mentenanță.

#### Caracteristici de mentenabilitate
Cerințe cantitative de mentenabilitate. Timpul de reparație activ este deseori utilizat pentru a specifica mentenabilitatea și cuprinde următoarele elemente:
- timp pentru diagnosticare (detectarea defectului, localizarea cauzei etc.);
- timp de întârzieri tehnice (aceste întârzieri pot cuprinde timpul de pornire, de răcire, de interpretare a afișărilor etc.)
- repunere în funcțiune (demontare, înlocuire piese de schimb, remontare, reglare etc.);
- timp pentru aliniere: timpul asociat cu manipularea mecanismelor de control al mentenanței și funcționării precum și al pieselor mecanice astfel încât echipamentul să fie adus în domeniile de operare specificate;
- timpul de verificare: timpul asociat cu verificarea faptului că reparația a restabilit performanța normală a echipamentului.[2]

Timpul compus pentru toate activitățile de mai sus constituie timpul de reparație.
Cerințe calitative pentru mentenabilitate. Elementele calitative posibile pentru care cerințele pot fi specificate sunt următoarele:
- reparațiile trebuie să fie executate pe loc de personal având un nivel de calificare definit;
- reparațiile trebuie să fie realizate prin înlocuirea elementelor reparabile;
- mentenanța va fi executată după proceduri precise specificate;
- localizarea elementelor defecte va fi realizată prin dispozitive de control încorporate;
- necesitățile de reglaje.

## Indicatori cantitativi de mentenabilitate
Exprimarea cantitativă a aptitudinii unui echipament/sistem de a fi repus în funcțiune în urma unui defect se realizează prin intermediul unei probabilități în funcție de timp ca o operație de mentenanță activă să se poată efectua într-un interval de timp dat, atunci când mentenanța este asigurată în condiții date și cu utilizarea de proceduri și mijloace prescrise; această probabilitate în funcție de timp este numită funcție de mentenabilitate. Expresia matematică a funcției de mentenabilitate a unui echipament/sistem este următoarea:
M(tr) = Prob (tr ≤ Tr)      în care:
tr este timpul de repunere în funcțiune sau timp de restabilire;
Tr - limita impusă timpului de repunere în funcțiune;
M(tr) - funcția de mentenabilitate.
Indicatorii cei mai utilizați ai mentenabilității sunt funcția de mentenabilitate și timpul mediu de reparare MTR. Mentenabilitatea se referă doar la produse reparabile. Pentru produse nereparabile, funcția de mentenabilitate este nulă : M(tr) = 0.
Timpul mediu de reparare MTR se calculează cu relația :  MTR =(1/r)(t1 + t2 +...+ti), în care ti este timpul necesar realizării acțiunii i de mentenanță (i = 1...r); r - numărul total al acțiunilor de mentenanță.
Rata reparațiilor  sau intensitatea de reparare reprezintă numărul de reparații ale sistemului pe unitatea de timp și reprezintă inversul indicatorului MTR:
```
 μ
r
= 
1/MTR
```

Dacă rata reparațiilor  μr = const, atunci funcția de mentenabilitate este:
M(tr) = 1 - e- μrtr
unde tr este timpul de reparație sau de restabilire.
Pot fi utilizate și alte caracteristici de mentenabilitate, cum sunt:
- timp de mentenanță activă;
- timp de mentenanță preventivă activă;
- interval de timp între controale de rutină;
- costul mentenanței pe ora de funcționare;
- număr mediu de ore-om de mentenanță pe oră de funcționare (MMH/OH);
- costul logisticii de mentenanță pe ciclul de viață;
- durata medie de indisponibilizare datorită reparării pe oră de funcționare.

## Factori de influență asupra mentenabilității
Repunerea în funcționare a unui produs este condiționată de trei factori:
a) Accesibilitatea care reprezintă proprietatea unui produs complex de a permite demontarea și montarea cu ușurință a oricărui element component.Deoarece o bună accesibilitate duce la creșterea disponibilității produsului prin creșterea operativității activității de întreținere, în cercetarea și proiectarea produselor se acordă o atenție sporită modului de așezare a elementelor componente, în funcție de ușurința demontării și montării fiecărui element.
b) Piesele de schimb și piesele de rezervă sunt elemente strict necesare efectuării reparației și repunerii în stare de funcționare a produselor. O bună organizare a sectorului de aprovizionare cu piese de schimb asigură reușita unei bune mentenanțe.
c) Service--ul. Alături de accesibilitate și piesele de schimb, echipele de reparații și întreținere constituie elemente de bază în realizarea mentenanței produselor. Timpul de reparare depinde și de abilitatea și experiența personalului pentru întreținere și reparații. Organizarea activităților de service, atât în perioada de garanție a produsului cât și după expirarea acesteia este o datorie a furnizorului.
O mentenabilitate ridicată presupune asigurarea, prin proiectare, a unei testabilități facile, existența unor instrumente de testare performante și a unei documentații de service adecvată, piese de schimb, personal de întreținere calificat etc. Testabilitatea se referă la calitatea de a fi testabil, posibilitatea de a fi testat sau încercat.
Proiectarea pentru o mentenabilitate ridicată înseamnă în general:
- încorporarea unor unități interschimbabile și ușor accesibile, ansambluri și module ușor accesibile;
- efectuarea unei explorări automate și continue a măsurilor de performanță selectate, între limite de variație acceptabile pentru fiecare parametru;
- prevederea unor sisteme de alarmă automate care să avertizeze atunci când limitele de toleranță au fost depășite și, poate, înregistrarea automată a parametrilor de performanță selectați, pentru a permite detectarea timpurie a trendului;
- prevederea unor însușiri pentru detectarea, localizarea și diagnosticarea automată a defectelor în cea mai mare măsură posibilă;
- utilizarea unor controale extinse și eficiente, a unor discipline și măsuri folosite într-un program de mentenabilitate bine proiectat.

Modelele de evaluare a mentenabilității necesită măsurarea factorilor care ar tinde să întârzie sau să accelereze orice acțiune de mentenanță. Modelul de mentenabilitate trebuie să țină seama de acești factori. Cea mai directă abordare pentru dezvoltarea unui model este cea care se concentrează pe aprecierea precisă a timpului de nefuncționare/indisponibilizare a sistemului. În principiu, timpul de indisponibilizare poate fi împărțit în două categorii: timp de indisponibilizare pentru mentenanța preventivă și timp de indisponibilizare pentru mentenanța corectivă.
Timpul de indisponibilizare pentru mentenanța preventivă este acel timp în decursul căruia sistemul  este scos din funcțiune/oprit (engleză shutdown) astfel încât să se poată efectua mentenanța pentru a preveni orice defecțiuni anticipate.
Timpul de indisponibilizare pentru mentenanța preventivă poate fi alocat în intervale de timp bazate pe luarea în considerare a numărului persoanelor de mentenanță și a nivelului lor de competență.
Timpul de indisponibilizare pentru mentenanța corectivă este acel timp care include incremente de timp de pregătire, de timp de localizare a defectului, timp de reparare, timp de aliniere și timp de verificare. Alocarea mărimilor pentru fiecare dintre aceste incremente este foarte mult influențată de factori de proiectare cum sunt modularitatea, accesibilitatea, interschimbabilitatea și în special,  gradul testelor încorporate și al capabilităților de izolare a defectelor.

## Vezi și
- Fiabilitate
- Mentenanță